# Travesseres
Travesseres (abans Travesera) és una entitat de població del municipi cerdà de Lles de Cerdanya. El 2019 tenia 43 habitants. El lloc és esmentat ja l'any 839.
El seu patró és Sant Jaume, i hi té l'església dedicada.
La seva festa major se celebra el quart cap de setmana de juliol.
Travesseres és el poble més meridional i de menor altitud del municipi de Lles. El castell, possessió dels vescomtes cerdans, fou cedit als de Castelbò, al s. XI. La seva església parroquial de Sant Jaume data en origen de l'època romànica, però ha sofert nombroses modificacions. La seva talla policromada, una majestat, és al Museu d'Art de Catalunya.
Dins el seu terme hi ha el balneari de Senillers, que recull i serveix les aigües que brollen de cinc fonts, amb característiques diferents: del Païdor, de la Muntanya i del Riu (alcalines-silicatades), dels Brians (sulfuroses) i del Ferro (sulfuroses i ferruginoses). El lloc ja es coneixia com a Sanillers l'any 1030.